# Xe législature des Cortes de Castille-La Manche
La Xe législature des Cortes de Castille-La Manche est un cycle parlementaire des Cortes de Castille-La Manche, d'une durée de quatre ans, ouvert le 19 juin 2019 à la suite des élections du 26 mai précédent, et clos le 4 avril 2023.

## Bureau des Cortes
| Poste                    | Titulaire                   | Parti | Parti | Circonscription |
| ------------------------ | --------------------------- | ----- | ----- | --------------- |
| Président                | Pablo Bellido               |       | PSOE  | Guadalajara     |
| Première vice-présidente | Josefa Navarrete            |       | PSOE  | Albacete        |
| Seconde vice-présidente  | Ana Guarinos                |       | PP    | Guadalajara     |
| Premier secrétaire       | Ángel Godoy                 |       | PSOE  | Cuenca          |
| Second secrétaire        | David Muñoz                 |       | Cs    | Tolède          |
| Second secrétaire        | Javier Sevilla (29/04/2021) |       | Cs    | Tolède          |

## Groupes parlementaires
| Nom | Nom               | Début | Fin | Président            | Porte-parole                           |
| --- | ----------------- | ----- | --- | -------------------- | -------------------------------------- |
|     | Groupe socialiste | 19    | 19  | Emiliano García-Page | Isabel Abengózar                       |
|     | Groupe populaire  | 10    | 10  | Paco Núñez           | Dolores Merino                         |
|     | Groupe Ciudadanos | 4     | 4   | Alejandro Ruiz       | Carmen Picazo David Muñoz (22/04/2021) |

## Commissions parlementaires
| Commission                                                      | Président                   | Parti | Parti | Circonscription |
| --------------------------------------------------------------- | --------------------------- | ----- | ----- | --------------- |
| Commissions permanentes législatives                            |                             |       |       |                 |
| Commission de l'Agriculture, de l'Eau et du Développement rural | Julián Martínez             | PSOE  |       | Albacete        |
| Commission des Affaires générales                               | Francisco Pérez             | PSOE  |       | Guadalajara     |
| Commission du Bien-être social                                  | Vanesa Muñoz                | PSOE  |       | Ciudad Real     |
| Commission du Bien-être social                                  | Manuela Casado (05/09/2019) | PSOE  |       | Ciudad Real     |
| Commission du Développement durable                             | Joaquina Saiz               | PSOE  |       | Cuenca          |
| Commission de l'Économie et des Budgets                         | Emilio Bravo                | PP    |       | Tolède          |
| Commission de l'Éducation, de la Culture et du Sport            | Iván Rodrigo                | PSOE  |       | Ciudad Real     |
| Commission de l'Emploi et des Entreprises                       | Pablo Camacho               | PSOE  |       | Ciudad Real     |
| Commission de l'Équipement                                      | Rosario García              | PSOE  |       | Tolède          |
| Commission de l'Égalité                                         | Isabel Sánchez              | PSOE  |       | Albacete        |
| Commission de la Santé                                          | Diana López                 | PSOE  |       | Tolède          |
| Commission du Contrôle de la radiotélévision régionale          | José Antonio Contreras      | PSOE  |       | Tolède          |
| Commissions permanentes non-législatives                        |                             |       |       |                 |
| Commission du Règlement et du Statut des députés                | Pablo Bellido               | PSOE  |       | Guadalajara     |
| Commission des Pétitions et de la Participation citoyenne       | María Jesús Merino          | PSOE  |       | Guadalajara     |
| Commission des politiques d'intégration du handicap             | Antonio Sánchez             | PSOE  |       | Albacete        |

## Gouvernement et opposition
| Candidat                    | Date                                      | Vote       |      |    |    | Résultat |
| Candidat                    | Date                                      | Vote       | PSOE | PP | Cs | Résultat |
| Emiliano García-Page (PSOE) | 3 juillet 2019 (majorité absolue requise) | Oui        | 19   |    |    | 19 / 33  |
| Emiliano García-Page (PSOE) | 3 juillet 2019 (majorité absolue requise) | Non        |      | 10 | 4  | 14 / 33  |
| Emiliano García-Page (PSOE) | 3 juillet 2019 (majorité absolue requise) | Abstention |      |    |    | 0 / 33   |

## Désignations

### Sénateurs
| Parti | Parti                         | Sénateurs désignés               | Voix |
| ----- | ----------------------------- | -------------------------------- | ---- |
| PSOE  |                               | Gregorio Jesús Fernández Vaquero | 10   |
| PSOE  | María Teresa Fernández Molina | 9                                |      |
| PP    |                               | Carolina Agudo Alonso            | 10   |

- Désignation : 22 juillet 2019
- Jesús Fernández (PSOE) est remplacé en avril 2021 par Aurelia Sánchez Navarro avec 19 voix favorables.